# Vertískos (Thessalonique)
Vertískos, en grec moderne : Βερτίσκος, auparavant nommé Bérovo (Μπέροβο), jusqu'en 1927, est un village et un ancien dème du district régional de Thessalonique, en Macédoine-Centrale, Grèce. Depuis 2010, il est fusionné au sein du dème de Langadás.
Selon le recensement de 2011, la population du dème s'élève à 1 923 habitants tandis que celle du village compte 343 habitants.